# Erastria simplex
Erastria simplex là một loài bướm đêm trong họ Geometridae.